# Liste öffentlicher Kneipp-Anlagen in Hessen
In der Liste öffentlicher Kneipp-Anlagen in Hessen sind Kneipp-Anlagen in Hessen aufgeführt. Sie ist primär nach Orten sortiert, unabhängig davon, ob es sich um Ortsteile, Gemeinden oder Städte handelt. Kneipp-Anlagen können laut Kneipp-Bund in Form von Wassertretanlagen oder Armbecken vorliegen und unterliegen grundsätzlich nicht der Trinkwasserverordnung. Kneipp-Anlagen werden häufig künstlich angelegt. Daneben gibt es in den natürlichen Verlauf von Fließgewässern eingebettete Wassertretstellen. Kneippen ist eine Behandlungsmethode der Hydrotherapie, die auf der Grundlage von Sebastian Kneipp angewendet wird. Hierbei wird in kaltem Wasser auf der Stelle geschritten. In Armbecken werden die Arme bis zur Mitte der Oberarme ins kalte Wasser getaucht. Der Artikel ist Teil der übergeordneten Liste öffentlicher Kneipp-Anlagen in Deutschland. Die Liste erhebt keinen Anspruch auf Vollständigkeit.

## Liste
Die folgende Liste umfasst 80 der öffentlichen Kneipp-Anlagen in Hessen. Hinzu kommen zwei ehemalige Anlagen (Stand: 23. März 2024):
| Bild | Ort                                   | Kreis                         | Beschreibung | ↴ Zufluss / ↳ Abfluss                                          | Standort                                 |
| --- | ------------------------------------- | ----------------------------- | --- | -------------------------------------------------------------- | ---------------------------------------- |
| Bild gesucht BW | Bad Sooden-Allendorf-Ahrenberg        | Werra-Meißner-Kreis           | Wassertretstelle Dohrenbach | ↴↳ Dohrenbach                                                  | ⊙                                        |
| Bild gesucht BW | Bad Sooden-Allendorf-Ahrenberg        | Werra-Meißner-Kreis           | Wassertretstelle Dohrenbach | ↴↳ Dohrenbach                                                  | ⊙                                        |
| | Alsbach-Hähnlein-Alsbach              | Bergstraße                    | 1966 wurde Alsbach vom Land Hessen als Erholungsort staatlich anerkannt. Bürgermeister Günther Breitstadt ließ daraufhin drei Kneipp-Anlagen, darunter 1971 die an der Herzog-Ulrichs-Ruhe errichten. Auch wenn die Anerkennung als Erholungsort 1983 auslief, besteht die Anlage weiter.                                             |                                                                | ⊙ an der Herzog-Ulrichs-Ruhe             |
| Bild gesucht BW | Alsbach-Hähnlein-Alsbach              | Bergstraße                    | 1966 wurde Alsbach vom Land Hessen als Erholungsort staatlich anerkannt. Bürgermeister Günther Breitstadt ließ daraufhin drei Kneipp-Anlagen, darunter 1870 der Anlage Sperbergrund am Ende der Hauptstraße errichten. |                                                                | ⊙ am Sperbergrund                        |
| Bild gesucht BW | Sinntal-Altengronau                   | Main-Kinzig-Kreis             | Altengronau mit Barfußpfad (Aspenweg) |                                                                | ⊙                                        |
| Bild gesucht BW | Wächtersbach-Aufenau                  | Main-Kinzig-Kreis             | Wächtersbach-Aufenau (Bornweg) |                                                                | ⊙                                        |
| | Bad Camberg                           | Kreis Limburg-Weilburg        | Wassertretanlage im Kurpark oberhalb der Tennisplätze. |                                                                | ⊙                                        |
| | Bad Camberg                           | Kreis Limburg-Weilburg        | Wassertretanlage im Kurpark unterhalb des Kräutergartens. |                                                                | ⊙                                        |
| (weitere Bilder) | Bad Camberg                           | Kreis Limburg-Weilburg        | Wassertretanlage „Eichbornsbach“ im Stadtwald. |                                                                | ⊙                                        |
| (weitere Bilder) | Bad Camberg                           | Kreis Limburg-Weilburg        | Wassertretanlage Obertorstraße |                                                                | ⊙                                        |
| (weitere Bilder) | Bad Nauheim                           | Wetteraukreis                 | Wassertretanlage im Gesundheitsgarten. Für die Kneipp-Anlage ist ein Eintritt fällig. |                                                                | ⊙ Am Gradierwerk II                      |
| Bild gesucht BW | Bad Endbach                           | Landkreis Marburg-Biedenkopf  | Kneipp-Kurpark Bad Endbach: Neben der Teichanlage, ein 550 Meter langer Kneipp-Barfußpfad mit kleinem geraden Tretbecken, daneben noch ein modernes rundes größeres Kneipp-Tretbecken. | ↴↳ Salzböde                                                    | ⊙                                        |
| Bild gesucht BW | Bad Orb                               | Main-Kinzig-Kreis             | Bad Orb im Haselbachtal. Etwa ein Kilometer unterhalb des Jagdhauses befindet sich eine Kneipp-Anlage ("Förster-Storck-Anlage") mit Wassertret- und Armtauchbecken in ausgehöhlten Baumstämmen. | ↴↳ Hasel                                                       | ⊙                                        |
| | Bad Orb                               | Main-Kinzig-Kreis             | Bad Orb im Orbtal | ↴ Kaiserborn ↳ Orb                                             | ⊙                                        |
| (weitere Bilder) | Bad Orb                               | Main-Kinzig-Kreis             | Bad Orb am Kurpark |                                                                | ⊙                                        |
| Bild gesucht BW | Bad Orb                               | Main-Kinzig-Kreis             | Bad Orb am Wanderheim (kurz vor der Orbquelle) |                                                                | ⊙                                        |
| Bild gesucht BW | Bad Schwalbach-Ramschied              | Rheingau-Taunus-Kreis         | Wassertretanlage Ramschied |                                                                | ⊙ Nördlich des Ortes                     |
| Bild gesucht BW | Bad Sooden-Allendorf                  | Werra-Meißner-Kreis           | Bad Sooden-Allendorf Am Scheiderasen |                                                                | ⊙                                        |
| Bild gesucht BW | Bad Sooden-Allendorf                  | Werra-Meißner-Kreis           | Bad Sooden-Allendorf Balzerborn |                                                                | ⊙                                        |
| Bild gesucht BW | Bad Soden-Salmünster                  | Main-Kinzig-Kreis             | Bad Soden-Salmünster (Wasser-Barfuß-Parcours im Generationenpark und an den Hirschbornteichen in Hausen) |                                                                | ⊙                                        |
| Bild gesucht BW | Bad Soden-Salmünster-Mernes           | Main-Kinzig-Kreis             | Direkt neben dem Quellschwimmbad befindet sich eine kleine aber feine Naherholungsanlage mit Barfußpfad und integrierter Kneippanlage (Barfußbecken). Kneippanlage am Barfußpfad |                                                                | ⊙                                        |
| Bild gesucht BW | Bad Vilbel                            | Wetteraukreis                 | Im Burgpark seit August 2023 |                                                                | ⊙                                        |
| Bild gesucht BW | Biebergemünd-Bieber                   | Main-Kinzig-Kreis             | Bieber |                                                                | ⊙ Richard-Rother-Straße                  |
| | Birkenau                              | Bergstraße                    | Kneipp-Anlage in Birkenau am Grambach. | ↴↳ Grambach (linker Weschnitz-Zufluss)                         | ⊙                                        |
| Bild gesucht BW | Birstein                              | Main-Kinzig-Kreis             | Birstein |                                                                | ⊙ Schloss Birstein                       |
| Bild gesucht BW | Brachttal                             | Main-Kinzig-Kreis             | Brachttal (Naturlehrpfad Wasser gegenüber Schloss Eisenhammer) |                                                                | ⊙ Schloss Eisenhammer                    |
| Bild gesucht BW | Burgjoß                               | Main-Kinzig-Kreis             | Die Kneipp-Anlage befindet sich im Burgwiesenpark und besteht aus jeweils einem Kneippbecken für Arm- und Fußanwendungen. |                                                                | ⊙ Burgwiesenpark                         |
| Bild gesucht BW | Diemelsee-Adorf                       | Landkreis Waldeck-Frankenberg | Tretbecken Adorf |                                                                | ⊙                                        |
| | Dillenburg-Eibach                     | Lahn-Dill-Kreis               | |                                                                | ⊙                                        |
| | Eschwege                              | Werra-Meißner-Kreis           | Die Wassertretanlage Am Hospitalbrunnen, Ecke Birkengrund/Boyneburger Straße, in Eschwege, liegt direkt an dem Hessischen Fernradweg R5. |                                                                | ⊙ Am Hospitalbrunnen                     |
| Bild gesucht BW | Eschwege-Niederdünzebach              | Werra-Meißner-Kreis           | Die Wassertretanlage an der Freizeitanlage Dammstraße ist mit besonderen Kunstwerken, den Sinnensteinen, versehen. |                                                                | ⊙ Freizeitanlage Dammstraße              |
| Bild gesucht BW | Eschwege-Eltmannshausen               | Werra-Meißner-Kreis           | [ 5 ] |                                                                | ⊙                                        |
| | Flörsbachtal-Flörsbach                | Main-Kinzig-Kreis             | Flörsbach, Anlage nördlich der beiden Teiche am Flörsbach westlich des Ortes: Im Hartgrund 16 | ↴↳ Flörsbach                                                   | ⊙ am Hartgrundsee                        |
| (weitere Bilder) | Frankfurt am Main-Bergen-Enkheim      | Frankfurt am Main             | Kneipp-Anlage mit öffentlichem Zugang am Riedbad in Bergen-Enkheim. |                                                                | ⊙ Riedbad                                |
| Bild gesucht BW | Frankfurt am Main-Sachsenhausen       | Frankfurt am Main             | Historische Kneippanlage. |                                                                | ⊙ am Jacobiweiher                        |
| (weitere Bilder) | Fulda                                 | Fulda                         | Kneipp-Anlage in der Fuldaaue |                                                                | ⊙                                        |
| | Fürth                                 | Bergstraße                    | Kneipp-Anlage am Wiesenteich beim Steinbach. | ↴↳ Steinbach                                                   | ⊙                                        |
| (weitere Bilder) | Weilrod-Gemünden                      | Hochtaunuskreis               | Wassertretanlage bei Weilrod-Gemünden im Taunus. |                                                                | ⊙                                        |
| Bild gesucht BW | Gründau-Gettenbach                    | Main-Kinzig-Kreis             | Gettenbach: Kneipp-Anlage Gut Hühnerhof 6 | ↴↳ Hühnerflüsschen, Zufluss der Gründau                        | ⊙ Gut Hühnerhof                          |
| Bild gesucht BW | Grasellenbach                         | Bergstraße                    | Kneipp-Anlage im unteren Gaßbachtal. | ↴↳ Gaßbach                                                     | ⊙                                        |
| Bild gesucht BW | Grasellenbach                         | Bergstraße                    | Kneipp-Anlage im Kurpark. | ↴↳ Ulfenbach                                                   | ⊙                                        |
| | Grasellenbach                         | Bergstraße                    | im Osten von Grasellenbach: bekannt als Kneippanlage Grasellenbach, unweit der Grillhütte | ↴↳ unbenamter kleiner östlicher Zufluss des Ulfenbachs         | ⊙                                        |
| (weitere Bilder) | Grebenhain                            | Vogelsbergkreis               | Meyerbruch-Quelle |                                                                | ⊙                                        |
| Bild gesucht BW | Hanau-Steinheim                       | Main-Kinzig-Kreis             | Hanau-Steinheim | ↴↳ Hellenbach                                                  | ⊙Hellenbachtal                           |
| Bild gesucht BW | Hessisch Lichtenau                    | Werra-Meißner-Kreis           | [ 5 ] |                                                                | ⊙ An der Grillhütte Waldfrieden          |
| Kneipp-Anlage Otzberg-Hering | Otzberg-Hering                        | Darmstadt-Dieburg             | Verlängerung der Straße „Am Pfarrweiher“ |                                                                | ⊙ Am Ende des Waschbrunnenwegs           |
| Kneipp-Anlage Heubach | Groß-Umstadt-Heubach                  | Darmstadt-Dieburg             | Kneippanlage im Ausgang des Kellergrundes östlich von Heubach. | ↴↳ namenloser linker Zufluss des Ohlebachs (Gersprenz-Zufluss) | ⊙ Verlängerung der Straße "Am Turnplatz" |
| Bild gesucht BW | Freigericht-Horbach                   | Main-Kinzig-Kreis             | Horbach | ↴↳ Näßlichbach                                                 | ⊙ im Näßlichgrund am Festplatz           |
| Bild gesucht BW | Grebenhain-Ilbeshausen-Hochwaldhausen | Vogelsbergkreis               | Neben dem Schwimmbad |                                                                | ⊙                                        |
| Bild gesucht BW | Sinntal-Jossa                         | Main-Kinzig-Kreis             | Freizeitanlage in der Talaue mit Kneipp-Anlage |                                                                | ⊙ am Sportplatz                          |
| Bild gesucht BW | Flörsbachtal-Kempfenbrunn             | Main-Kinzig-Kreis             | Kempfenbrunn |                                                                | ⊙ am Dorfgemeinschaftshaus               |
| Bild gesucht BW | Bad Sooden-Allendorf-Kleinvach        | Werra-Meißner-Kreis           | Wassertretstelle Kleinvach |                                                                | ⊙                                        |
| Bild gesucht BW | Sontra-Krauthausen                    | Werra-Meißner-Kreis           | [ 5 ] |                                                                | ⊙                                        |
| Bild gesucht BW | Kriftel                               | Main-Taunus-Kreis             | |                                                                | ⊙ Im Freizeitpark Kriftel                |
| (weitere Bilder) | Kronberg im Taunus                    | Hochtaunuskreis               | Das Becken befindet sich in Kronberg am Taunus bei den Kronthaler Quellen. | ↴ Kronthaler Quellen                                           | ⊙                                        |
| | Langenselbold                         | Main-Kinzig-Kreis             | Das Kneippbecken Langenselbold ist im Park an der Gründauaue am nordöstlichen Ende an der Gründau gelegen. | ↴↳Gründau                                                      | ⊙ an der Gründau                         |
| | Jossgrund-Lettgenbrunn                | Main-Kinzig-Kreis             | Die Kneippanlage fügt sich in das Bachbett an der Jossaquelle ein. | ↴ Jossaquelle ↳ Jossa                                          | ⊙                                        |
| | Jossgrund-Pfaffenhausen, Hatchesgrund | Main-Kinzig-Kreis             | Die nach eigenen Angaben größte Kneippanlage Deutschlands steht östlich von Lettgenbrunn im Hatchesgrund: die Kneippanlage Pfaffenhausen. Auf einem größeren Areal mit einem aufgestauten Teich stehen drei Becken (zwei große Fuß- und ein Armkneippbecken) mit frischem Quellwasser bereit. Ausgedehnte Liegewiesen sind vorhanden. | ↴↳ Kalbach                                                     | ⊙ Im Hatchesgrund                        |
| Bild gesucht BW | Ortenberg-Lißberg                     | Wetteraukreis                 | Wassertretanlage am Vulkanradweg |                                                                | ⊙                                        |
| | Flörsbachtal-Lohrhaupten              | Main-Kinzig-Kreis             | Westlich neben den Angelteichen und südwestlich des Freibades in Lohrhaupten auf einer kleinen Wiese findet man die Kneippanlage. Die Nutzung der Anlage ist nur während der Sommermonate möglich. |                                                                | ⊙ am Angelteich                          |
| | Neckarsteinach                        | Bergstraße                    | Die 2013 neu gebaute, eine Anlage von 1976 ersetzende, Kneipp-Anlage im Schönauertal bei Neckarsteinach wird mit Überlaufwasser aus dem Hochbehälter am Eichelberg gespeist. | ↴ Hochbehälter am Eichelberg                                   | ⊙                                        |
| Bild gesucht BW | Weilrod-Neuweilnau                    | Hochtaunuskreis               | Direkt unterhalb der B275 auf dem Grillplatz am Ortseingang von Neuweilnau. |                                                                | ⊙                                        |
| | Ober-Mörlen                           | Wetteraukreis                 | Am Ortsrand Richtung Autobahn. |                                                                | ⊙                                        |
| (weitere Bilder) | Eltville am Rhein-Rauenthal           | Rheingau-Taunus-Kreis         | Wassertretbecken am Rheinsteig in der Nähe von Rauenthal zwischen Schlangenbad und Kiedrich. | ↴ Rauenthaler Quelle                                           | ⊙                                        |
| Bild gesucht BW | Biebergemünd-Roßbach                  | Main-Kinzig-Kreis             | Freizeitpark in Biebergemünd-Roßbach, Rosengärtchen |                                                                | ⊙ im Rösengärtchen                       |
| Bild gesucht BW | Rüsselsheim                           | Kreis Groß-Gerau              | Kneipp-Anlage Im Ostpark |                                                                | ⊙ Im Ostpark                             |
| Bild gesucht BW | Lindenfels-Schlierbach                | Bergstraße                    | Kneipp-Anlage Tretbecken Schlierbach und Grillplatz am Briefelbach in Schlierbach. | ↴↳ Briefelbach                                                 | ⊙                                        |
| Bild gesucht Die Wikipedia wünscht sich an dieser Stelle ein Bild vom hier behandelten Ort. Weitere Infos zum Motiv findest du vielleicht auf der Diskussionsseite . Falls du dabei helfen möchtest, erklärt die Anleitung , wie das geht. BW | Schwarzenborn                         | Schwalm-Eder-Kreis            | westlich oberhalb von Schwarzenborn |                                                                | ⊙                                        |
| | Schlüchtern                           | Main-Kinzig-Kreis             | In Schlüchtern im Erlebniswald am Acisbrunnenn. | ↴ Acisbrunnen                                                  | ⊙                                        |
| Bild gesucht BW | Solms                                 | Lahn-Dill-Kreis               | Kneippanlage Tretbecken Burgsolms | Kneippanlage Tretbecken                                        | ⊙                                        |
| Bild gesucht BW | Sontra                                | Werra-Meißner-Kreis           | [ 5 ] |                                                                | ⊙                                        |
| Bild gesucht BW | Viernheim                             | Landkreis Bergstraße          | Kneipp-Anlage Viernheim im Familiensportplatz West |                                                                | ⊙ im Familiensportplatz West             |
| Bild gesucht BW | Grasellenbach-Wahlen                  | Bergstraße                    | Kneipp-Anlage am Schwanenteich. | ↴↳ Bach in Wahlen (Ulfenbach-Zufluss)                          | ⊙ am Schwanenteich                       |
| Bild gesucht BW | Meißner-Weidenhausen                  | Werra-Meißner-Kreis           | [ 5 ] |                                                                | ⊙                                        |
| Bild gesucht BW | Fürth-Weschnitz                       | Bergstraße                    | Kneipp-Anlage bei Weschnitz, südöstlich des Ortes an einem unbenamten Zufluss der Weschnitz nahe der Förster-Fahrner-Hütte |                                                                | ⊙                                        |
| Bild gesucht BW | Wächtersbach-Wittgenborn              | Main-Kinzig-Kreis             | Die Kneippanlage auf 379 m NHN befindet sich in Wächtersbach, Ortsteil Wittgenborn in der Nähe der beiden Seen Dorfweiher und Erlenwiesenweiher am Bornrad. |                                                                | ⊙ am Bornrad                             |
| | Wanfried                              | Werra-Meißner-Kreis           | Auf der Schlagd |                                                                | ⊙                                        |
| Bild gesucht BW | Wiesbaden                             | Wiesbaden                     | Im Aukammtal 70 m südwestlich des Thermalbades Aukammtal, 2012 in Betrieb gegangen, Durchfluss durch den Aukammbach war zu gering und musste unterbrochen werden. | ↴ (Leitungswasser)                                             | ⊙                                        |
| | Wiesbaden                             | Wiesbaden                     | Oberhalb des Chausseehauses am Gehrner Bach | ↴↳ Gehrner Bach                                                | ⊙                                        |
| Bild gesucht BW | Wiesbaden                             | Wiesbaden                     | Freizeitgelände Unter den Eichen: das Luft- und Sonnenbad in der Nähe des Volksparks Unter den Eichen verfügt über einen Spiel-, Sport- und FKK-Bereich, sowie ein Kneippbecken und besteht seit Juli 1921 |                                                                | ⊙                                        |
| (weitere Bilder) | Zwingenberg                           | Bergstraße                    | Wassertretanlage im Orbistal |                                                                | ⊙ im Orbistal                            |

## Ehemalige Kneipp-Anlagen
Folgende öffentliche Kneipp-Anlagen in Hessen sind nicht mehr in Betrieb:
| Bild            | Ort         | Kreis           | Beschreibung | Zufluss / Abfluss | Standort          |
| --------------- | ----------- | --------------- | --- | ----------------- | ----------------- |
| Bild gesucht BW | Alsbach     | Bergstraße      | 1966 wurde Alsbach vom Land Hessen als Erholungsort staatlich anerkannt. Bürgermeister Günther Breitstadt ließ daraufhin drei Kneipp-Anlagen, darunter 1870 die Anlage „Am Eselsgrund“ am Unteren Herrenweg errichten. Diese Anlage war Stand 2015 nicht mehr in Betrieb. |                   | ⊙ „Am Eselsgrund“ |
|                 | Rod am Berg | Hochtaunuskreis | Ehemalige Anlage bei Rod am Berg. Das Gelände wird seit 2015 von einem Hundesportverein genutzt. |                   | ⊙ K 723           |